# BC Budivelnîk
BK Budivelnyk Kujiv - este un club profesionist de baschet, fondat în 1945. Echipa evoluează în UA Basketball SuperLeague iar pe plan internațional în Euroligă. La fel de glorioasă ca și echipa de fotbal, echipa de baschet este cea mai de succes echipă în Ucraina.